# Visopsys
A Visopsys (Visual Operating System) egy nyilt forráskódú operációs rendszer, amit egy hobbi programozó fejleszt 1997 óta.
A Visopsys teljesen védett módban (protected mode) futó, multitasking operációs rendszer monolitikus kernellel.
Rendelkezik parancssoros, illetve grafikus felülettel, amelyek bár nem másolatai, sem a Linux, sem a Windows megoldásoknak, mégis könnyen kezelhetőek, és ismerősnek hatnak.